# Alain Simard (homme d'affaires)
Pour les articles homonymes, voir Alain Simard et Simard.
 (avril 2020).
Alain Simard, né à Montréal en 1950, est un gestionnaire renommé de festivals urbains et un producteur de spectacles. Il est le fondateur du Festival International de Jazz de Montréal, des FrancoFolies de Montréal et du festival Montréal en lumière, ainsi que le président directeur général de L'Équipe Spectra,.

## Biographie
Alain Simard a commencé sa carrière dans la production de spectacles en 1969 avec La Clef, un café-spectacle qu’il tenta d'ouvrir dans le Vieux-Montréal, mais qui s'installa plutôt à l’Ile-des-Moulins à Terrebonne, et qui présentait aussi des festivals pop dans divers arénas et salles de Montréal avec les premiers groupes « underground » comme Nécessité, The Haunted, Expedition, Higgan’s Hill, ainsi que Seeds of Time de Vancouver et The Deviants de Londres. Au début des années 1970, il rejoint les rangs des Productions Kosmos, au sein desquelles il fait venir, pour leur première visite à Montréal, les Pink Floyd, Genesis, Gentle Giant, Weather Report, Yes et bien d'autres. Il était aussi à l’époque chroniqueur et critique musical pour les journaux Pop-Cycle et Pop-Rock.
En 1977, il s'associe à André Ménard et à Denyse McCann pour fonder Spectra Scène (devenue L'Équipe Spectra), qui était déjà, à la fin des années 1970, parmi les plus importants producteurs de spectacles à Montréal, ayant notamment présenté Harmonium, Beau Dommage, Offenbach, Dave Brubeck, B.B. King, Charlie Mingus, John Lee Hooker, Jean-Luc Ponty et Pat Metheny. En 1979, il crée l’étiquette de disques Spectra ainsi que Spectel Vidéo, une des toutes premières compagnies de production de télévision privées au Québec, qui a produit des centaines d’émissions, notamment des captations de spectacles et les séries humoristiques de RBO – Rock et Belles Oreilles. Il est alors gérant ou agent de plusieurs artistes, dont Paul Piché, Claude Dubois, Zachary Richard, Michel Rivard et Offenbach, qui sera, à son instigation, le premier artiste québécois à se produire en vedette au Forum de Montréal.
En 1980, il a organisé la première édition du Festival International de Jazz de Montréal (qui détient, aujourd'hui le record Guinness du « World's largest jazz festival », et qui est la plus importante attraction touristique au Québec, selon une étude de la firme Secor, avec plus de 150 000 visiteurs de l’étranger qui génèrent annuellement plus de 70 millions de dollars de dépenses).
Il lance le Spectrum de Montréal en 1983 et Audiogram avec Michel Bélanger et Rosaire Archambault en 1985, dont il a été le président et actionnaire principal jusqu’en 1992. Il préside également aux acquisitions du Studio Morin Heights, du Métropolis et des compagnies de production de télévision Sogestalt et Amérimage.
En 1989, il fonde, avec Jean-Louis Foulquier et Guy Latraverse, les FrancoFolies de Montréal, qui sont aujourd’hui le plus important festival de musique francophone au monde avec 1,4 million de visiteurs.
Dans les années 90, il est le gérant de Jean Leloup, Carole Laure et Louise Forestier, dont il présente aussi les spectacles à Paris.
Lors du 350e anniversaire de Montréal, en 1992, il obtient le mandat de production du Grand défilé de nuit qui marque l’ouverture de l’événement, en plus du spectacle d’inauguration du Parc des Îles et du gala de clôture tenu au Forum de Montréal, dans le cadre des 4es FrancoFolies de Montréal. Il convainc alors les membres de Beau Dommage de reformer le groupe après une pause de 16 ans, le temps de 3 chansons, et fait paraître à l'automne 1994 un nouvel album, le premier du groupe depuis 1977,, qui est certifié double platine en un mois. Il produit ensuite une grande tournée qui les mène à Toronto, Bruxelles et Paris, en plus de remplir deux soirs le Forum de Montréal.
À la suite du Sommet sur l’économie et l’emploi de 1996 qui retient ce projet comme une de ses priorités, il fonde en 2000 le festival Montréal en lumière et est aussi un des fondateurs de la chaîne télé ARTV.
En 2003, il est nommé la personnalité la plus influente dans le milieu culturel par le quotidien La Presse de Montréal et reçoit en 2004 le titre de Grand entrepreneur de l'année 2004, décerné par le Groupe Perform.
L’étiquette Spectra Musique, qui fait également partie de L'Équipe Spectra, a notamment lancé plusieurs CD marquants avec Vincent Vallières, Richard Séguin, Michel Rivard, Claude Léveillée, Michel Fugain, Susie Arioli et les Douze hommes rapaillés.
En 2005, il lance un projet de revitalisation des terrains vacants autour de la Place des Arts, qui a été à l’origine du Programme particulier d’urbanisme du Quartier des spectacles. Durant l’été 2009, ce projet a abouti avec la création de la place des Festivals et la transformation de l’immeuble Blumenthal en Maison du Festival Rio Tinto Alcan, ouverte le 30 juin 2009, en même temps qu’il organise le spectacle d’inauguration de la place des Festivals avec Stevie Wonder.
En 2010, il cofonde avec gsmprjct° et Bleublancrouge la compagnie X3 Productions, conceptrice d’expositions innovatrices dont Star Wars Identités et Indiana Jones et l’aventure archéologique.
Alain Simard a fait partie de plusieurs conseils d’administration, dont celui ayant procédé à la fondation de l’ADISQ en 1980, ceux de X3 Productions, de Tourisme Montréal, du Partenariat du Quartier des spectacles, de l'Institut québécois du cinéma et d'ARTV. Il est également président du conseil d’administration du Festival International de Jazz de Montréal, des FrancoFolies de Montréal, de MONTRÉAL EN LUMIÈRE, de X3 Productions et de L’Équipe Spectra.
Finalement, Alain Simard est le père de trois filles, Catherine, Marianne et Solange, et conjoint d’Élourdes Pierre, dont le travail d’éducatrice a fait l’objet en 2010 du long-métrage documentaire Le Petit Monde d’Élourdes du cinéaste Marcel Simard.
Le fonds d'archives d'Alain Simard (P941) est conservé au centre BAnQ Vieux-Montréal de Bibliothèque et Archives nationales du Québec.